# Expériences interdites
Expériences interdites (Perversions of Science) est une série télévisée américaine en dix épisodes de 21 minutes, créée par Richard Donner, David Giler, Walter Hill, Joel Silver et Robert Zemeckis et diffusée entre le 7 juin et le 23 juillet 1997 sur HBO.
En France, la série a été diffusée entre le 26 juin 1998 et le 19 février 1999 sur 13e rue.

## Synopsis
Spin-off des Contes de la crypte, cette série est composée d'histoires horrifiques indépendantes, mêlant fantastique et science-fiction, présentées par un robot féminin appelé Chrome.

## Distribution
- Maureen Teefy : voix de Chrome

## Épisodes
1. Rêve et déchéance (Dream of Doom)
2. Leçon d'anatomie (Anatomy Lesson)
3. Encastré (Boxed In)
4. L'Exil (The Exile)
5. Retour dans le temps (Given the Heir)
6. Parallèlement possible (Planely Possible)
7. Panique (Panic)
8. Fin subite (Snap Ending)
9. L'Arme suprême (Ultimate Weapon)
10. L'Élu du peuple (The People's Choice)